# Indywidualne Mistrzostwa Szwecji na Żużlu 1993
Indywidualne Mistrzostwa Szwecji na Żużlu 1993 – cykl turniejów żużlowych, mających wyłonić najlepszych żużlowców szwedzkich. Tytuł wywalczył Per Jonsson (Getingarna Sztokholm).

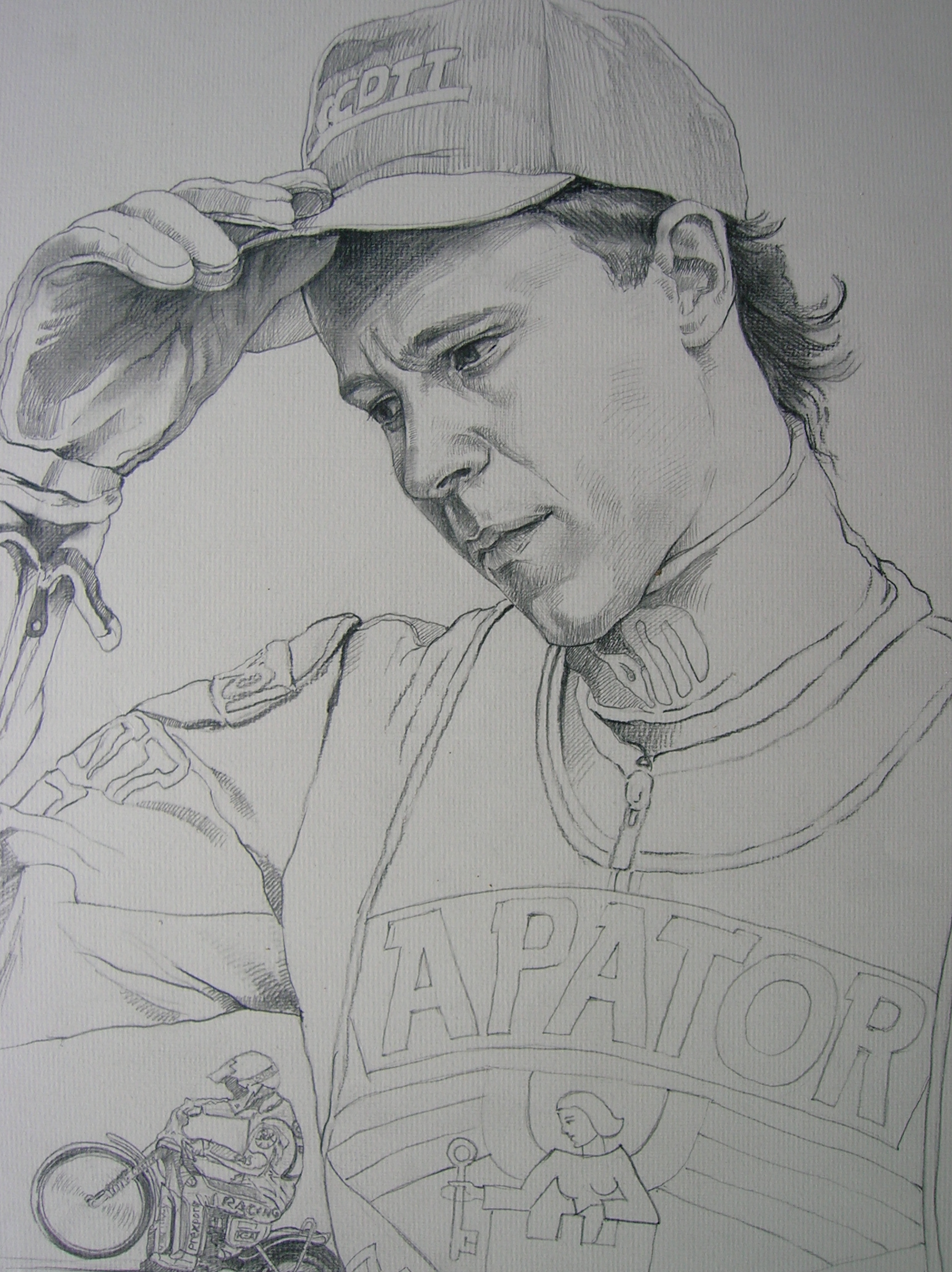
Per Jonsson – mistrz Szwecji 1993

## Finał
- Linköping, 5 września 1993

| Msc. | Zawodnik          | Klub                   | Pkt   |  |  |
| ---- | ----------------- | ---------------------- | ----- |  |  |
| 1    | Per Jonsson       | Getingarna Sztokholm   | 13    |  |  |
| 2    | Tony Rickardsson  | Rospiggarna Hallstavik | 12 +3 |  |  |
| 3    | Henrik Gustafsson | Indianerna Kumla       | 12 +2 |  |  |
| 4    | Erik Stenlund     | Rospiggarna Hallstavik | 11    |  |  |
| 5    | John Cook         | Indianerna Kumla       | 9     |  |  |
| 6    | Mikael Karlsson   | Örnarna Mariestad      | 9     |  |  |
| 7    | Tony Olsson       | Smederna Eskilstuna    | 8     |  |  |
| 8    | Peter Nahlin      | Smederna Eskilstuna    | 8     |  |  |
| 9    | Niklas Karlsson   | Örnarna Mariestad      | 8     |  |  |
| 10   | Peter Karlsson    | Örnarna Mariestad      | 8     |  |  |
| 11   | Raymond Smedh     | Smederna Eskilstuna    | 7     |  |  |
| 12   | Stefan Dannö      | Indianerna Kumla       | 4     |  |  |
| 13   | Niklas Klingberg  | Örnarna Mariestad      | 4     |  |  |
| 14   | Conny Ivarsson    | Vetlanda               | 3     |  |  |
| 15   | Claes Ivarsson    | Vetlanda               | 3     |  |  |
| 16   | Mikael Ritterwall | Vetlanda               | 2     |  |  |